# Vy-lès-Rupt
Vy-lès-Rupt település Franciaországban, Haute-Saône megyében. Lakosainak száma 80 fő (2022. január 1.). Vy-lès-Rupt Confracourt, Fédry, Grandecourt, Rupt-sur-Saône és Vauconcourt-Nervezain községekkel határos.

## Népesség
A település népessége az elmúlt években az alábbi módon változott:
| Lakosok száma | 101  | 105  | 97   | 90   | 82   | 81   | 78   | 75   | 80   |
|               | 2013 | 2015 | 2016 | 2017 | 2018 | 2019 | 2020 | 2021 | 2022 |